# Barri del Casino (Montmeló)
El barri del Casino era un grup de cases, ara enderrocades, de Montmeló (Vallès Oriental), que eren incloses a l'Inventari del Patrimoni Arquitectònic de Catalunya.

## Descripció
Era un conjunt de cases de reduïdes dimensions que ocupaven dues illes de cases i conservaven una sèrie de característiques que feien que es tractés d'un grup homogeni: eren totes diferents, però decorades amb rajoles de colors i coronades amb formes geomètriques capritxoses. Respecte a la resta de construccions del poble, si bé hi guardaven certes similituds, no tenien paral·lel quant a conjunt. De ser un grup de cases senzilles per a estiuejar va passar a ser un grup de cases barates, mal cuidades i en molt estat de conservació.

## Història
El barri s'anomenava del Casino, perquè a prop hi hagué l'antic Casino que es cremà.